# Tanyuromys
Tanyuromys es un género de roedores miomorfos de la familia Cricetidae. Son endémicos de Centroamérica y Sudamérica, donde se conocen como ratas montanas.

## Especies
Se reconocen las siguientes:
- Tanyuromys aphrastus (Harris, 1932)
- Tanyuromys thomasleei Timm, Pine & Hanson, 1989[3]